# Instytut Bibliograficzny
Instytut Bibliograficzny – polska narodowa centrala bibliograficzna (koordynator prac bibliograficznych prowadzonych w Polsce). Został powołany razem z Biblioteką Narodową Rozporządzeniem Prezydenta  Rzeczypospolitej o Bibliotece Narodowej, jako jeden z jej instytutów. 
Opracowuje bieżącą i retrospektywną bibliografię narodową oraz urzędową statystykę wydawnictw polskich. Prowadzi prace z zakresu teorii, historii i metodyki bibliografii, normalizacji bibliograficznej, dokumentacji i informacji naukowej, jest także narodowym ośrodkiem międzynarodowego systemu informacji o wydawnictwach ciągłych.

## Historia
Instytut Bibliograficzny został powołany rozporządzeniem Prezydenta z 24 lutego 1928 roku o Bibliotece Narodowej. Nowa instytucja miała za zadanie inicjować i prowadzić wszelkie prace bibliograficzne. W okresie międzywojennym w opinii Jana Baumgarta Instytut Bibliograficzny nie wykazywał inicjatywy ani w planowaniu, ani w organizowaniu przedsięwzięć bibliograficznych. Instytut wznowił działalność po II wojnie światowej.

## Kierownicy
W latach 1928–1949 Instytut Bibliograficzny podlegał bezpośrednio dyrektorom Biblioteki Narodowej. Po tym czasie funkcję kierownika pełnili:
- Adam Łysakowski (1949–1952)
- Helena Hleb-Koszańska (1953–1971)
- Radosław Cybulski (1972–1979)
- Krystyna Ramlau-Klekowska (1979–1993)
- Jadwiga Sadowska (1993–2007)
- Wanda Klenczon (2007–2012)
- Jarosław Pacek (2012–2016)
- Zofia Żurawińska (od 2017)[7]

## Struktura
Przez lata istnienia Instytutu jego struktura ewoluowała. Obecnie składa się on z czterech pracowni:
- Pracownia Teorii i Organizacji Bibliografii
- Pracownia Języka Haseł Przedmiotowych Biblioteki Narodowej
- Pracownia Uniwersalnej Klasyfikacji Dziesiętnej
- Pracownia Deskryptorów Biblioteki Narodowej
- Pracownia Kontroli i Udostępniania Rekordów

## Zakres działania[8]
- Prowadzenie prac badawczych, rozwojowych i metodyczno-instrukcyjnych oraz działalności normalizacyjnej w zakresie bibliografii, formatów danych, przepisów katalogowania oraz opracowania formalnego i rzeczowego.
- Upowszechnianie międzynarodowych ustaleń, zaleceń i norm dotyczących bibliografii, formatów danych przepisów katalogowania oraz opracowania formalnego i rzeczowego.
- Prowadzenie prac badawczych, rozwojowych i metodyczno-instrukcyjnych związanych z publikacją bieżącej bibliografii narodowej różnych typów dokumentów.
- Informacja, doradztwo i konsultacje w zakresie bibliografii, formatów danych, haseł wzorcowych, opracowania formalnego i rzeczowego.